# 16th Military Police Brigade

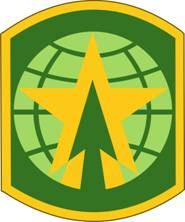
Schulterabzeichen

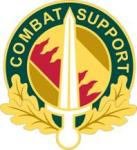
Wappen

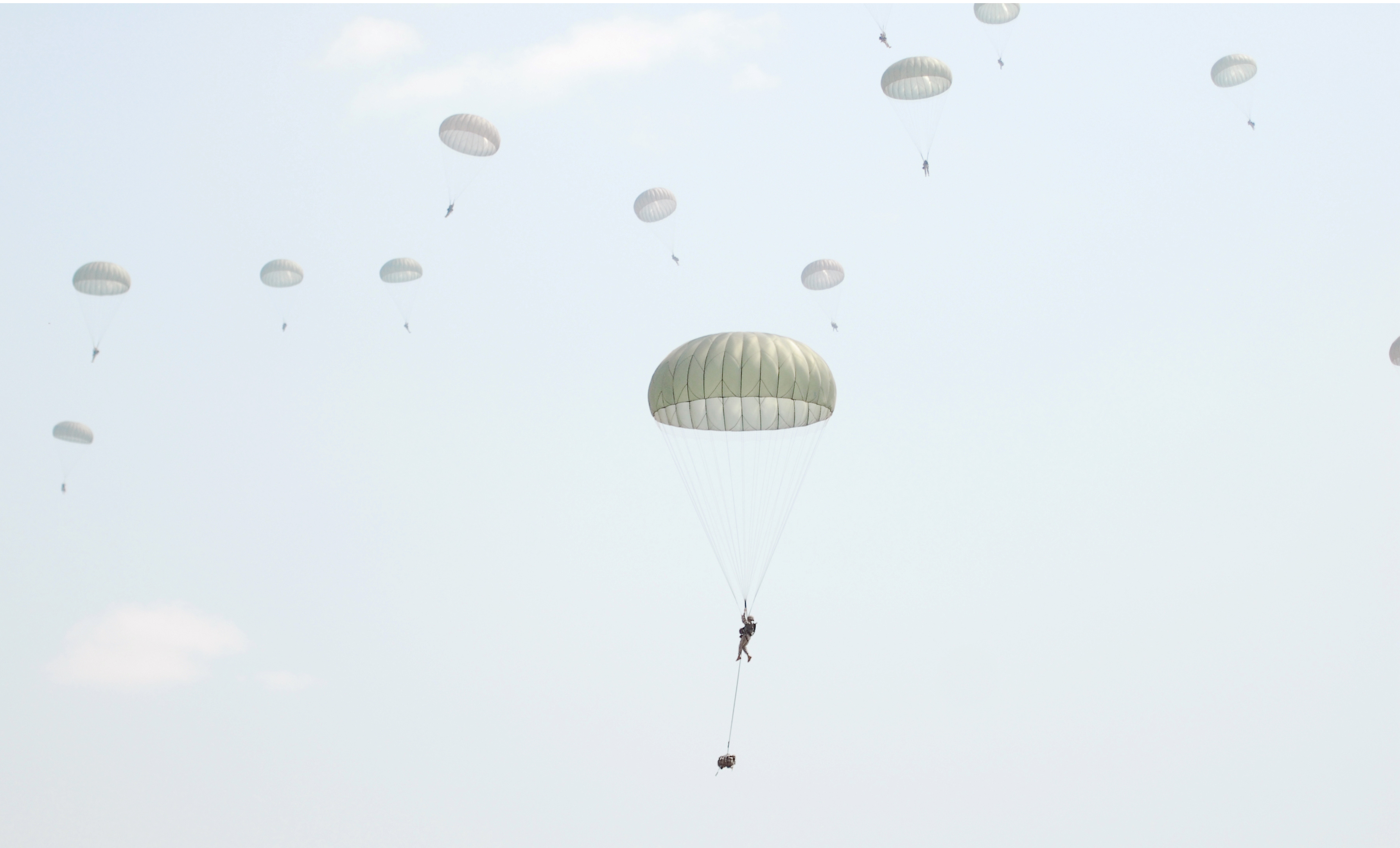
Fallschirmsprung von Soldaten der 16th Military Police Brigade

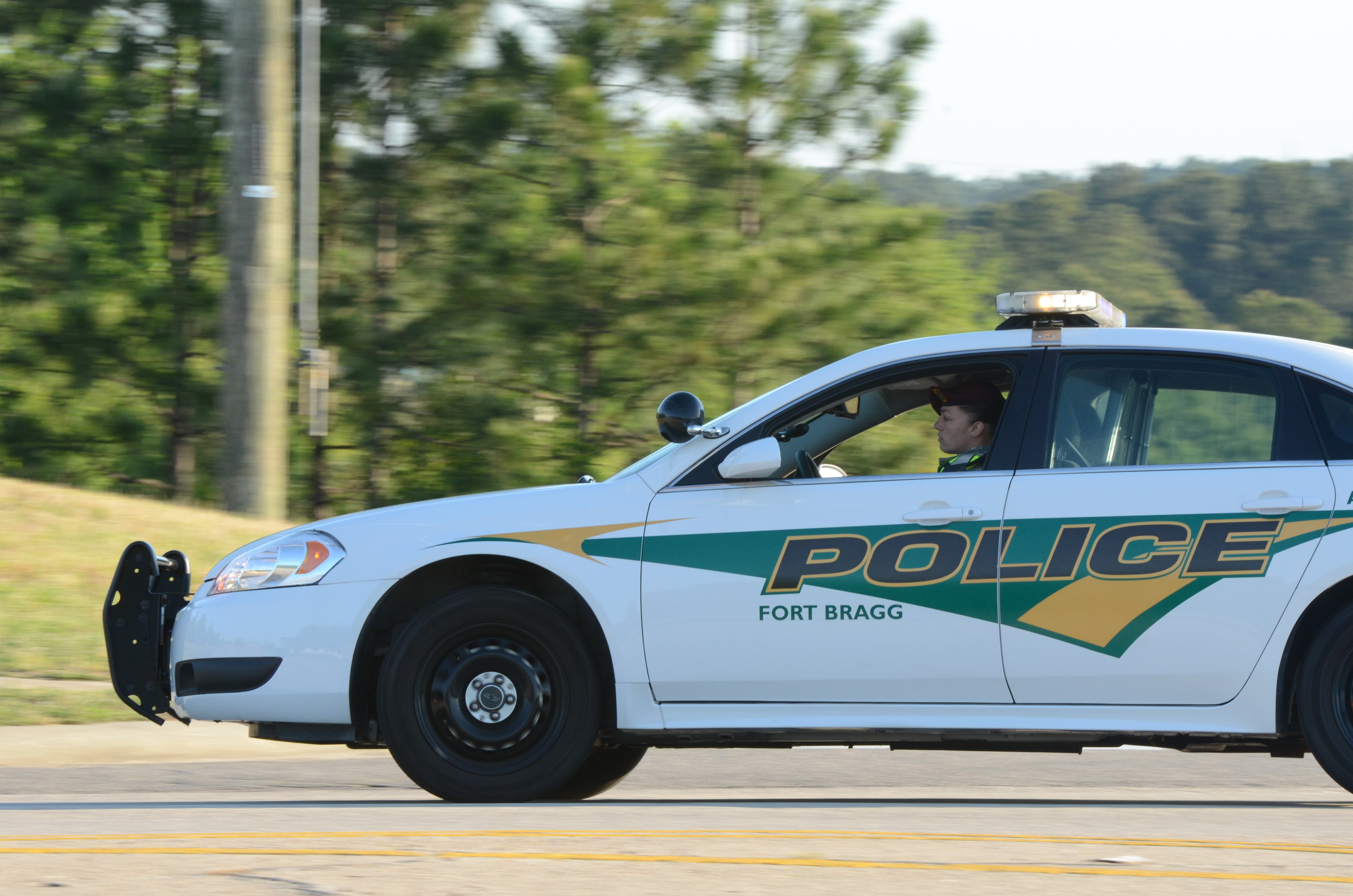
Polizeifahrzeug der Militärpolizei in Fort Bragg

Die 16th Military Police Brigade (deutsch 16. US-Militärpolizeibrigade) ist ein Großverband der US Army und der  Militärpolizeiverband des XVIII Airborne Corps. Er ist in Teilen als Luftlandetruppe einschließlich Fallschirmtruppe ausgerüstet und ausgebildet, jedoch in seiner Gesamtheit kein Luftlandeverband  mehr.  Das Hauptquartier des 16. US-Militärpolizeibrigade befindet sich in Fort Bragg im US-Bundesstaat North Carolina.

## Aufgabe und Organisation
Auftrag der Brigade ist die militärpolizeiliche Unterstützung an den Standorten und in allen Einsatzgebieten des XVIII Airborne Corps. Für diese Aufgaben sind Teile der Brigade für den militärischen Fallschirmsprung ausgebildet.
- Aufgaben am Standort
  - Absichern der Stützpunkte einschließlich Einlasskontrolle
  - Allgemeine polizeiliche Aufgaben im Stützpunkt
  - Ermittlung bei Straftaten durch Militärangehörige, wenn sie nicht von den Ermittlungsdiensten der Streitkräfte übernommen werden
- Darüber hinaus im Einsatz
  - Schutz der  Stützpunkte, Militärkolonnen und Personenschutz
  - Kriegsgefangenenwesen, dabei der Aufbau und Betrieb von Kriegsgefangenenlagern und Gefängnissen
  - Ausbildung von Polizeikräften

Neben der Stabskompanie in Fort Bragg, besteht die Brigade aus sechs Bataillonen:
- 91. Militärpolizeibataillon in Fort Drum, New York
- 385. Militärpolizeibataillon in Fort Stewart, Georgia
- 503. Luftlande-Militärpolizeibataillon in Fort Bragg, North Carolina
- 519. Militärpolizeibataillon in Fort Polk, Louisiana
- 716. Militärpolizeibataillon in Fort Campbell, Kentucky

Truppendienstlich zugeordnet, jedoch operativ dem CIMIC-Kommando des Luftlandekorps unterstellt:
- 83. CIMIC-Bataillon in Fort Bragg, North Carolina

## Geschichte
Die 16. US-Militärpolizeibrigade wurde 1966 in Fort George G. Meade, Maryland als 16th Military Police Group mit einer Stabskompanie aufgestellt. Ab 1966 war sie in Vietnam eingesetzt. Nach dem Einsatz im Vietnamkrieg erfolgte 1970 die Rückverlegung in die Vereinigten Staaten.
1981 erhielt sie ihren heutigen Namen und wurde in Fort Bragg die luftlandefähige Militärpolizei des XVIII. Luftlandekorps. Zusammen mit dem Luftlandkorps nahmen Militärpolizisten an allen Operationen des Korps Teil:
- Operation Urgent Fury in Grenada am 25. Oktober 1983
- Operation Golden Pheasant in Honduras, 1988
- Operation Nimrod Dancer in Panama, 1989
- Operation Hawkeye auf den Jungferninseln im September 1989
- Operation Just Cause in Panama am 20. Dezember 1989
- Operation Desert Shield in Saudi-Arabien am 9. August 1990
- Operation Desert Storm im Irak im Februar 1991
- Operation Hurricane Andrew in Florida am 27. August 1992
- Operation Restore Hope in Somalia am 13. Dezember 1992
- Operation Uphold Democracy (Maintain Democracy) in Haiti im September 1994
- Operation Vigilant Warrior in Kuwait im Oktober 1994
- Operation Iraqi Freedom im Irak am 20. März 2003

Darüber hinaus wurden Teil der Brigade in Bosnien und Herzegowina und im Kosovo eingesetzt. Im Januar 2004 sowie August 2006 erfolgte jeweils eine zwölfmonatige Verlegung in den Irak als Militärpolizeikommando der Multi-National Force – Iraq.